# Passen (Jonglieren)

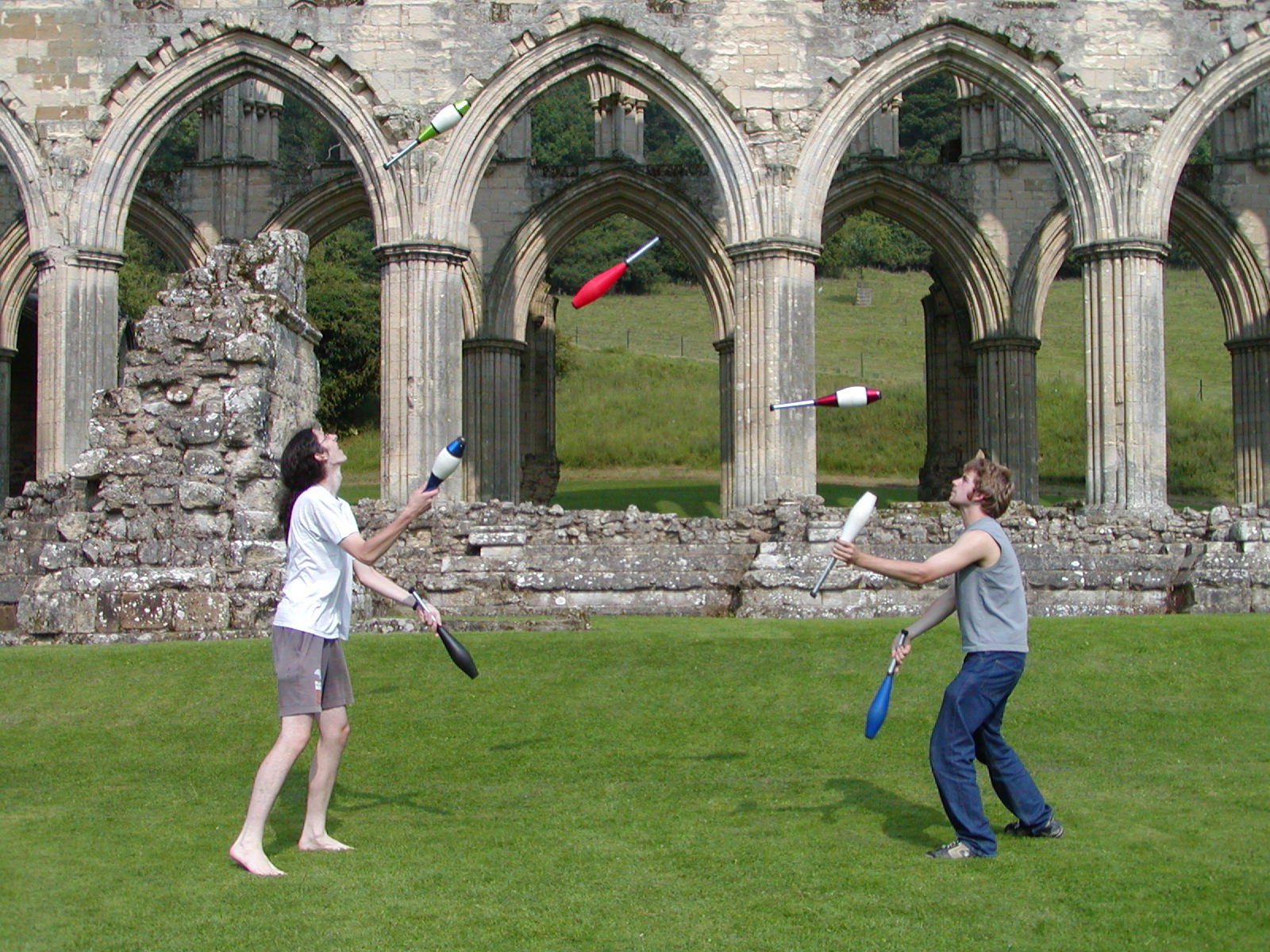
Zwei Jongleure beim Passen mit sieben Keulen

Passen nennt man, wenn sich mehrere Jongleure in einem bestimmten Takt gegenseitig Jonglierartikel zuwerfen – am beliebtesten sind Keulen.
So können sich zwei Jongleure gegenüberstehen und sich nach einer bestimmten Anzahl an „Selfwürfen“ (vom englischen „self“: Ich selbst) (im einfachsten Muster 3) gleichzeitig jeweils einen Gegenstand zuwerfen.
Der Rhythmus ist in diesem Fall gleich bleibend – die Partner jonglieren im Prinzip jeweils eine Kaskade und werfen sich jeden vierten Gegenstand zu. Daher wird dieses Muster auch „4-count“ (4er-Takt) genannt.
Das Prinzip basiert darauf, dass man beim Passwurf einen Gegenstand (anstelle in die andere eigene Hand) zum Passingpartner wirft und im Ausgleich dazu einen Gegenstand des Partners erhält. Man kann den Pass auch abwechselnd zu unterschiedlichen Leuten werfen und so beliebig viele Passer kombinieren. Außerdem sind kompliziertere Rhythmen mit Taktverschiebungen möglich, ebenso wie anspruchsvollere Würfe und Tricks. So kann man auch große Muster passen, wobei das Ganze immer fehleranfälliger wird, jedoch sehr viel Spaß macht.
Passen ist vor allem etwas für Jongleure, die nicht stundenlang alleine üben, sondern gemeinsam mit anderen aktiv sein wollen.
Besonders auf Jonglierconventions kann man neue Muster erlernen.